# Clair Patterson
Clair Cameron Patterson (2 iunie 1922 - 5 decembrie 1995), a fost un geochimist născut în Mitchellville, Iowa, Statele Unite. Unul din meritele sale este că a stabilit vârsta Pământului - de 4,55 miliarde de ani. Acesta a reușit performanța inventând o nouă metodă de măsurare cu ajutorul unui izotop de plumb . Totodată, datorită lui Patterson a fost introdusă Legea Aerului Curat din 1970 și mai apoi excluderea din vânzare a tuturor derivatelor petroliere cu plumb din Statele Unite, începând cu 1986.

## Începuturile datării Pământului
În perioada anilor 1940 Willard Libby era pe cale să inventeze datarea cu ajutorul radiocarbonului, ceea ce avea să permită oamenilor de știință să afle cu certitudine vârsta oaselor și a altor rămășițe anatomice organice. Lucru care nu se mai reușise până atunci. Însă metoda lui funcționa doar în dreptul elementelor vechi de cel mult 40.000 de ani. Între timp, oamenii de știință au inventat alte metode de datare a materialelor străvechi, dar nici cea mai bună dintre acestea nu a putut data nimic mai vechi de circa 200.000 de ani și nici materiale anorganice, precum rocile, deși, acest lucru era necesar pentru a afla vârsta planetei.
Arthur Holmes a inventat o metodă de datare corectă a rocilor pe baza vitezei cu care uraniul se degradează în plumb. Ceea ce i-a permis să demonstreze că Pământul are o vechime de cel puțin trei miliarde de ani. Însă acesta a întâmpinat probleme precum lipsa fondurilor pentru cercetare și conservatorismul colegilor de breaslă.
În aceeași perioadă, Harrison Brown a găsit o nouă metodă de numărare a izotopilor de plumb din rocile vulcanice, adică acelea formate prin încălzire față de cele formate prin sedimentare. Brown a realizat că munca putea fi extrem de minuțioasă, astfel i-a încredințat-o lui Clair Patterson ca proiect de dizertație. Nu înainte de a-l asigura pe tânărul om de știință că aflarea vârstei Pământului cu ajutorul noii sale metode va fi floare la ureche. În realitate, avea să dureze ani.

## Ingeniozitatea lui Patterson
Clair Patterson a început să lucreze la proiect în 1948. Vreme de șapte ani, întâi la Universitatea din Chicago și apoi la California Institute (unde s-a mutat în 1952), a lucrat într-un laborator steril, unde a făcut măsurători precise ale raporturilor plumb/uraniu din mostre de roci străvechi. Pentru determinarea vârstei Pământului era nevoie de mostre de roci foarte vechi, care să conțină cristale cu impurități de plumb și uraniu, cam de o vârstă cu Pământul însuși. Dar, roci cu adevărat vechi sunt greu de găsit pe Pământ. 
Patterson și-a dovedit ingeniozitatea gândindu-se că ar putea folosi roci de dincolo de Pământ și a îndreptat atenția asupra meteoriților. A pornit de la presupunerea, care s-a dovedit corectă, că meteoriții sunt de fapt materiale de formare rămase din vremurile de început ale sistemului solar și că, astfel, ele au reușit să-și formeze o structură chimică interioară mai aproape de cea primordială. Deci, dacă măsura vârsta acestor roci rătăcitoare, descoperea și vârsta (cu aproximație) a Pământului.

## Adevărata vârstă a Pământului
Părea simplu dar problemele nu au întârziat să apară. Meteoriții nu se găsesc la tot pasul, iar probele sunt greu de găsit. Mai mult, tehnica de măsurare a profesorului său Brown s-a dovedit instabilă, având nevoie de numeroase ajustări. Pe lângă toate acestea, eșantioanele lui Patterson erau permanent și incontrolabil contaminate cu doze mari de plumb din atmosferă, oriunde ar fi fost expuse la aer. Acesta a fost motivul care l-a determinat să creeze un laborator steril - primul din lume, după cum afirmă unele surse.
Patterson a avut nevoie de șapte ani de muncă și răbdare numai ca să facă rost și să măsoare mostrele potrivite pentru testele finale. În vara anului 1953, și-a luat specimenele și s-a dus la Argonne National Laboratory din Illinois, unde i s-a acordat un timp de lucru pe cel mai recent model de spectograf de masă, o mașină capabilă să detecteze și să măsoare cantitățile minuscule de uraniu și de plumb închise în cristalele cu vechime mare. 
Când, în sfârșit, a obținut rezultatele, Patterson a fost atât de încântat, încât s-a urcat la volan și a mers până la casa copilăriei din Iowa, unde i-a cerut mamei lui să-l interneze într-un spital, convins că va face un atac de cord.
La scurt timp după aceea, la o reuniune din Wisconsin, Patterson a anunțat o vârstă definitivă a Pământului de 4,55 miliarde de ani (plus sau minus 70 de milioane) - "o cifră care rămâne în picioare, neschimbată, de 50 de ani încoace", după cum notează cu admirație McGrayne.

## Campania împotriva plumbului
Aproape imediat după aceea, Patterson și-a îndreptat atenția asupra problemei plumbului din atmosferă. Și astfel, a aflat cu uimire că puținul care se cunoștea despre efectul plumbului asupra oamenilor era eronat. Prin urmare, foarte curând a demonstrat că exista o mare cantitate de plumb în atmosferă și că circa 90% din această cantitate părea să provină din țevile de eșapament ale mașinilor. Dar nu putea să dovedească acest lucru, până când i-a trecut prin minte că blocurile de gheață i-ar putea oferi un răspuns.
Se cunoștea că zăpada din locuri precum Groenlanda se acumulează în straturi distincte anual. Numărând invers cronologic aceste straturi și măsurând cantitatea de plumb din fiecare, putea afla concentrațiile de plumb din atmosferă din fiecare an, mergând înapoi sute sau chiar mii de ani. Noțiune care a pus bazele studiului calotelor glaciare, pe care se fundamentează o bună parte din cercetările climatologice moderne.
Patterson a descoperit astfel, că înainte de 1923, plumbul era aproape inexistent în atmosferă și că, de atunci încoace, concentrația de plumb a crescut constant și periculos. Din acel moment, a făcut din eliminarea plumbului din derivații de petrol misiunea vieții sale.
Campania lui Patterson viza în principal compania multinațională Ethyl Arhivat în 12 octombrie 2010, la Wayback Machine., producătoare de benzină cu plumb. Ca urmare a demersurilor geochimistului, fondurile alocate pentru cercetare i-au fost retrase, nemaiputând atrage altele. Mai apoi, a fost exclus din Comitetul Consiliului Național de Cercetare, numit în 1971 să investigheze pericolele otrăvirii cu plumb atmosferic, ceea ce era complet absurd, deoarece, la acel moment el era fără îndoială expertul numărul unu al Americii în plumbul atmosferic.

## Sfârșitul marelui geochimist
În cele din urmă, eforturile sale au dus la introducerea Legii Aerului Curat din 1970 și, într-un târziu la excluderea din vânzare a tuturor derivatelor petroliere cu plumb din Statele Unite, începând cu 1986. Aproape imediat, nivelul de plumb din sângele americanilor a scăzut cu 80%.
Clair Patterson a murit în 1995. Nu a câștigat un Premiu Nobel pentru munca sa. Deși, există argumente viabile, că a fost cel mai influent geochimist din secolul XX, majoritatea cărților de geochimie nici măcar nu îl menționează. Chiar mai mult, două lucrări recente despre istoria datării Pământului îi scriu numele greșit. Dar dincolo de toate acestea, grație muncii sale, în 1953 Pământului i s-a atribuit o vârstă cu care toată lumea putea fi de acord.